# Cladodiptera macrophtalma
Cladodiptera macrophtalma är en insektsart som först beskrevs av Maximilian Spinola 1839.  Cladodiptera macrophtalma ingår i släktet Cladodiptera och familjen Dictyopharidae. Inga underarter finns listade i Catalogue of Life.